# Anders Andersson (journalist)
Anders Andersson, född 6 oktober 1945 i Ronneby, är en svensk journalist, fd verkställande direktör och chefredaktör på tidningarna Privata Affärer och Driva Eget.

## Biografi
Anders Andersson gick ut Journalisthögskolan 1969 och var därefter medarbetare på tidningen Expressen 1969–1990, varav som redaktör för bilagan Pengarna & livet från 1985.
År 1990 blev han chefredaktör och förlagschef på Privata Affärer i Bonnierkoncernen. År 2007 startade han småföretagartidningen Driva Eget, och var ensam ägare tills han 2012 sålde den till LRF Media.
Han har medverkat som ekonomisk expert i Sveriges Radio P1:s program Plånboken.
Som pensionär är han verksam som naturfotograf och har bland annat gett ut böckerna Isbjörnens rike (2017) och Lejonprinsen (2019).

### Familj
Anders Andersson är son till köpman Olof Andersson och Inga Andersson, född Olsson. Han är sedan 1970 gift med lågstadieläraren Margareta Sööder.

## Utmärkelser
- 1996 – Stora Journalistpriset[4] för "att i en tid av växande ekonomisk oro ha utvecklat en journalistik som envist ställt sig på den enskilda människans sida"
- 1999 – Johan Bonniers pris 1999 för gott affärsmannaskap.
- 2003 – Pris från Centrum för lättläst för "goda insatser i begriplighetens tjänst"
- 2016 – Sveriges Tidskrifters Stora Pris